# エムラクリジン
エムラクリジン (英: Emraclidine、開発コード：CVL-231) は、アッヴィの完全子会社であるセレベル・セラピューティクスが開発している統合失調症とアルツハイマー型認知症を適応とした抗精神病薬。 

## 概要
2024年11月現在、第Ⅱ相臨床試験の結果解析中である。 ムスカリン性アセチルコリン受容体M4にポジティブアロステリックモジュレータ（PAM）として作用する。 M4受容体サブタイプは脳の線条体に発現しておりアセチルコリン、ドーパミン の調節に重要な役割を担っている。これらの神経伝達物質の不均衡は、統合失調症の精神病症状に関連していると考えられている。他のムスカリン受容体とは異なり、M4受容体サブタイプは線条体に選択的に発現しており、これらの受容体の活性化はD2/D3受容体を阻害することなく間接的にドーパミンレベルを調節することが示されており、このことはドーパミンブロッカーである従来の抗精神病薬に見られる望ましくない副作用を軽減させることが期待される。

## 歴史
- 2022年12月17日 - 第1b相臨床試験の結果が「ランセット」に掲載された[4]。
- 2024年
  - 8月 - 開発をしていたセレベル・セラピューティクスがアッヴィに買収され完全子会社となった[5]。
  - 11月11日 - 2つの第2相臨床試験（EMPOWER-1試験、EMPOWER-2試験）が２つの試験とも主要評価項目を達成できなかったと発表[6][7]。

## 臨床試験

### 第Ⅰb相臨床試験
投与6週間後のPANSS合計スコアはプラセボと比較して、30mg1日1回投与群では12.7ポイント改善（p=0.023）、20mg1日2回投与群では11.1ポイント改善した（p=0.047）。治療中に発生した有害事象の発生率は、両用量群ともプラセボと同様であった。頭痛の有害事象は、全治療群で報告率が最も高く、プラセボでは 26%、30mg1日1回投与群では30%、20mg1日2回投与群では26%であった。

### 第Ⅱ相臨床試験

#### EMPOWER-1試験
投与6週目のPANSSスコアのベースラインからの変化で評価され、エムラクリジン10mg投与群でスコアを平均14.7点減少、エムラクリジン30mg投与群はスコアを平均16.5点減少させ、プラセボ群はスコアを平均13.5点減少させたため、プラセボ群との差はそれぞれ、-1.2、-3.0で統計的な有意差は認めなかった。

#### EMPOWER-2試験
投与6週目のPANSSスコアのベースラインからの変化で評価され、エムラクリジン15mg投与群でスコアを平均18.5点減少、エムラクリジン30mg投与群はスコアを平均14.2点減少させ、プラセボ群はスコアを平均16.1点減少させたため、プラセボ群との差はそれぞれ、-2.4、+1.9で統計的な有意差は認めなかった。

## 論文
- 第Ⅰb相臨床試験結果： “Emraclidine, a novel positive allosteric modulator of cholinergic M4 receptors, for the treatment of schizophrenia: a two-part, randomised, double-blind, placebo-controlled, phase 1b trial”. 2024年9月6日閲覧。 LANCET Published: December 17, 2022